# 背纹巨齿蛛
背纹巨齿蛛（学名：Enoplognatha dorsinotata）为球蛛科齿螯蛛属的动物。分布于日本以及中国大陆的广东、湖北、湖南、浙江、安徽、四川、河南、山东、山西、陕西等地，一般栖息于丘陵山区水稻丛的基部。该物种的模式产地在日本。